# Hiptage calcicola
Hiptage calcicola är en tvåhjärtbladig växtart som beskrevs av P. Sirirugsa. Hiptage calcicola ingår i släktet Hiptage och familjen Malpighiaceae. Inga underarter finns listade i Catalogue of Life.